# Douglas Mast
Douglas Moody Mast (ur. 7 kwietnia 1944 w Nowym Jorku, zm. 24 kwietnia 2002 w okolicach zatoki Chesapeake) – strzelec z Wysp Dziewiczych Stanów Zjednoczonych, olimpijczyk. 
Brał udział w Letnich Igrzyskach Olimpijskich 1972 (Monachium). Startował tylko w konkurencji karabinu małokalibrowego leżąc, w której zajął 78. miejsce.

## Wyniki olimpijskie
| Igrzyska | Konkurencja                       | Wynik                          | Miejsce | Źródło |
| -------- | --------------------------------- | ------------------------------ | ------- | ------ |
| IO 1972  | Karabin małokalibrowy leżąc, 50 m | 583 punkty (98-97-97-96-97-98) | 78      | [ 1 ]  |